# دوايت بيشوب
دوايت بيشوب (بالإنجليزية: Dwight Bishop)‏ هو متسلق صخور ‏ أمريكي، ولد في 30 يوليو 1955، وتوفي في 16 يوليو 2004.